# Departamento Maracó
Maracó es un departamento de la provincia de La Pampa en Argentina. Su cabecera es la localidad de General Pico.

## Gobiernos locales
Su territorio se divide entre:
- Municipio de General Pico (parte de su zona rural está en el departamento Chapaleufú)
- Municipio de Dorila
- Comisión de fomento de Speluzzi (parte de su zona rural está en el departamento Trenel)
- Comisión de fomento de Agustoni
- Zona rural del municipio de Vértiz (el resto se extiende por los departamentos de Chapaleufú, Realicó y Trenel)
- Zona rural del municipio de Quemú Quemú (el resto se extiende en el departamento Quemú Quemú)
- Zona rural del municipio de Metileo (el resto se extiende por los departamentos de Trenel, Conhelo y Quemú Quemú)

## Población
En el Censo 2010 el Departamento Maracó contaba con una población de 59.024 habitantes, de los cuales 28.879 eran varones y 30.145 eran mujeres. El índice de masculinidad del Departamento Maracó era de 95,8 varones por cada 100 mujeres, el segundo más bajo de la Provincia de La Pampa después del departamento Capital.
El departamento contó con 69 514 habitantes (Indec, 2022), lo que representó un incremento del 17.8%. Esta cifra posicionó al departamento en la segunda colocación de mayor población y densidad de la provincia.